# 시화 나들목
시화 나들목(Sihwa IC)은 경기도 시흥시 정왕동에 설치된 수도권제2순환고속도로의 교차로이다. 2023년 9월 25일에 개통되었다. 건설 당시 가칭은 시화나래 나들목이었다.

## 역사
- 2019년 5월 9일 : 나들목 신설을 위해 시흥시 도시계획시설 교통광장에 정왕동 일원을 시화나래 나들목으로 고시[1]
- 2023년 9월 25일 : 수도권제2순환고속도로 남안산 ~ 시화 구간 개통과 함께 통행 개시

## 구조물 정보
- 위치: 경기도 시흥시 정왕동
- 영업소: 경기도 시흥시 시화벤처로 412-10

## 접속하는 도로
- 정왕천로